# Campionato asiatico e oceaniano femminile di pallavolo 1989
Il V campionato asiatico e oceaniano femminile di pallavolo si è svolto dal 30 settembre all'8 ottobre 1989 ad Hong Kong. Al torneo hanno partecipato 10 squadre nazionali asiatiche ed oceaniane e la vittoria finale è andata per la terza volta, la seconda consecutiva, alla Cina.

## Classifica finale
| Classifica | Squadre        |
| ---------- | -------------- |
|            | Cina           |
|            | Corea del Sud  |
|            | Giappone       |
| 4          | Taipei cinese  |
| 5          | Corea del Nord |
| 6          | Thailandia     |
| 7          | Australia      |
| 8          | Hong Kong      |
| 9          | Indonesia      |
| 10         | Macao          |